# 芒廷斯普林斯 (內華達州)
芒廷斯普林斯（英語：Mountain Springs）是位於美國內華達州克拉克縣的非建制地區。

## 地理
芒廷斯普林斯所處的海拔為高於海平面1649米（即5410英呎），而該地所採用的時區為UTC-8，即太平洋时区（PST）。同時該地設有夏令時間，為UTC-8調快一小時，即UTC-7（PDT）。